# Willy Laurence
Willy Laurence (né le 3 avril 1984 en Guadeloupe) est un joueur de football français (guadeloupéen).

## Palmarès

### Compétition nationale
- Championnat de Guadeloupe (2) :

Basse-Terre : 2004
L'Étoile de Morne-à-l'Eau : 2007
- Coupe de Guadeloupe (1) :

Basse-Terre : 2004